# Livet (Mayenne)
Livet é uma comuna francesa na região administrativa da Pays de la Loire, no departamento de Mayenne. Estende-se por uma área de 11,16 km². Em 2010 a comuna tinha 166 habitantes (densidade: 14,9 hab./km²).